# Põhja-Sakala kommun
Põhja-Sakala kommun (Norra Sakala kommun, estniska: Põhja-Sakala vald) är en kommun i landskapet  Viljandimaa i södra Estland. Staden Suure-Jaani utgör kommunens centralort.
Kommunen bildades den 21 oktober 2017 genom en sammanslagning av staden Võhma och de tre kommunerna Kõo, Kõpu och Suure-Jaani.

## Orter
I Põhja-Sakala kommun finns två städer, två småköpingar samt 70 byar.

### Städer
- Suure-Jaani (centralort)
- Võhma

### Småköpingar
- Kõpu
- Olustvere

### Byar
- Aimla
- Arjadi
- Arjassaare
- Arussaare
- Epra
- Iia
- Ilbaku
- Ivaski
- Jaska
- Jälevere
- Kabila
- Kangrussaare
- Karjasoo
- Kerita
- Kibaru
- Kildu
- Kirivere
- Kobruvere
- Koksvere
- Kõidama
- Kõo
- Kootsi
- Kuhjavere
- Kuiavere
- Kuninga
- Kurnuvere
- Kärevere
- Laane
- Lahmuse
- Lemmakõnnu
- Loopre
- Lõhavere
- Maalasti
- Metsküla
- Mudiste
- Munsi
- Mäeküla
- Navesti
- Nuutre
- Paaksima
- Paelama
- Paenasti
- Pilistvere
- Põhjaka
- Punaküla
- Päraküla
- Reegoldi
- Riiassaare
- Rääka
- Sandra
- Saviaugu
- Seruküla
- Soomevere
- Supsi
- Sürgavere
- Taevere
- Tipu
- Tällevere
- Tääksi
- Uia
- Unakvere
- Vanaveski
- Vastemõisa
- Venevere
- Vihi
- Võhmassaare
- Võivaku
- Võlli
- Ülde
- Ängi